# Pitágoras (boxeador)
Pitágoras (en griego antiguo: Πυθαγόρας) fue un atleta del antigua Grecia nacido en Samos, que vivió a finales del siglo VI y a principios del siglo V a. C. Fue vencedor del concurso de pugilato en los Juegos Olímpicos.
Pitágoras, desde muy joven quería participar en las Olimpiadas, el festival más grande que se hacía, y el año 558 a. C., aunque todavía era un niño, decidió entrenarse para participar, prestando el juramento necesario. Según Favorino de Arlés fue el primero que practicó técnicamente el boxeo en la 48.ª Olimpiada. Cuando se presentó al combate infantil llevaba el pelo largo y un traje de color púrpura, y no le dejaron inscribirse acusándole de afeminado y burlándose, y se presentó al concurso de hombres donde los derrotó a todos y logró la victoria. Diógenes Laercio, que transcribe estos hechos, copia un epigrama de un autor llamado Teeteto, que dice que si se quieren conocer los hechos de Pitágoras que se lo pregunten a la gente de Elea.